# 75è Festival Internacional de Cinema de Canes
El 75è Festival Internacional de Cinema de Canes és un festival de cinema que va tenir lloc del 17 al 28 de maig de 2022. El festival va presentar un homenatge a l'actor Tom Cruise, la pel·lícula de la qual  Top Gun: Maverick  es va estrenar al festival i on l'actor va rebre una Palma d'Or honorífica amb poca antelació. El cartell oficial del festival va ser dissenyat com un homenatge a  The Truman Show  (1998).
El festival va tornar a la seva capacitat total d'espectadors després de la interrupció dels dos últims esdeveniments a causa de la restriccions pel COVID-19 a França.

## Jurats
Els següents jurats van ser nomenats per al festival.

### Competició principal
- Vincent Lindon, actor francès, president del jurat
- Asghar Farhadi, director, guionista i productor iranià
- Rebecca Hall, actriu, productora, directora i guionista anglesa
- Ladj Ly, director, guionista, actor i productor francès
- Jeff Nichols, director i guionista nord-americà
- Deepika Padukone, actriu índia
- Noomi Rapace, actriu sueca
- Joachim Trier, director i guionista noruec
- Jasmine Trinca, actriu i directora italiana

### Un Certain Regard
- Valeria Golino, actriu, directora i productora italiana, presidenta del jurat
- Benjamin Biolay, cantant, compositor, actor i productor francès
- Debra Granik, directora nord-americana
- Joanna Kulig, actriu polonesa
- Édgar Ramírez, actor i productor veneçolà

### Càmera d'or
- Rossy de Palma, actriu espanyola, presidenta del jurat
- Natasza Chroscicki, directora general francesa d' Arri France
- Lucien Jean-Baptiste, director, guionista i actor francès
- Jean-Claude Larrieu, director de fotografia francès
- Samuel Le Bihan, actor francès
- Olivier Pelisson, crític de cinema francès
- Éléonore Weber, directora i autora francesa

### Cinéfondació i curtmetratges
- Yousry Nasrallah, director egipci, president del jurat
- Monia Chokri, actriu, directora i guionista canadenca
- Félix Moati, actor, director i guionista francès
- Laura Wandel, directora i guionista belga
- Jean-Claude Raspiengeas, periodista i crític literari francès

### Jurats independents
Setmana Internacional de la Crítica
- Kaouther Ben Hania, director i guionista tunisià, president del jurat
- Benoît Debie, director de fotografia belga
- Benedikt Erlingsson, director islandès
- Huh Moon-yung, crític de cinema coreà i director del Festival Internacional de Cinema de Busan
- Ariane Labed, actriu franco-grega

Palma Queer
- Catherine Corsini, directora i guionista francesa, presidenta del jurat
- Djanis Bouzyani, actor, director i guionista francès
- Marilou Duponchel, periodista francesa
- Stéphane Riethauser, director suís
- Paul Struthers, productor australià

L'Œil d'or
- Agnieszka Holland, directora polonesa, presidenta del jurat
- Pierre Deladonchamps, actor francès
- Hicham Falah, director general marroquí del Festival Internacional de Cinema Documental d'Agadir
- Iryna Tsilyk, directora i escriptora ucraïnesa
- Alex Vicente, crític de cinema espanyol

## Selecció oficial

### En competició
Les següents pel·lícules van ser seleccionades per competir per la Palma d'Or:
| Títol original                     | Director(s)                                   | País de producció                    |
| ---------------------------------- | --------------------------------------------- | ------------------------------------ |
| Armageddon Time                    | James Gray                                    | Estats Units                         |
| Boy from Heaven                    | Tarik Saleh                                   | Suècia, Finlàndia                    |
| Broker 브로커                      | Hirokazu Kore-eda                             | Corea del Sud                        |
| Frère et sœur                      | Arnaud Desplechin                             | França                               |
| Close                              | Lukas Dhont                                   | Bèlgica, Països Baixos, França       |
| Crimes of the Future               | David Cronenberg                              | Canadà, Grècia                       |
| Heojil kyolshim 헤어질 결심        | Park Chan-wook                                | Corea del Sud                        |
| Le otto montagne                   | Charlotte Vandermeersch, Felix van Groeningen | Itàlia, Bèlgica                      |
| IO                                 | Jerzy Skolimowski                             | Polònia, Itàlia                      |
| Les Amandiers                      | Valeria Bruni Tedeschi                        | França                               |
| Holy Spider                        | Ali Abbasi                                    | Dinamarca, Suècia, França, Alemanya  |
| Barâdarâne Leylâ برادران لیلا      | Saeed Roustayi                                | Iran                                 |
| Un petit frère                     | Léonor Serraille                              | França                               |
| Nostalgia                          | Mario Martone                                 | Itàlia                               |
| Tourment sur les îles              | Albert Serra                                  | Espanya, Portugal, França, Alemanya  |
| R.M.N.                             | Cristian Mungiu                               | Romania                              |
| Showing Up                         | Kelly Reichardt                               | Estats Units                         |
| Stars at Noon                      | Claire Denis                                  | França                               |
| Jena Txaikovskogo Жена Чайковского | Kirill Serebrennikov                          | Rússia, França, Suïssa               |
| Tori et Lokita                     | Jean-Pierre i Luc Dardenne                    | Bèlgica, França                      |
| Triangle of Sadness                | Ruben Östlund                                 | Suècia, França, Regne Unit, Alemanya |

### Un Certain Regard
Les següents pel·lícules foren seleccionades per competir a la secció Un Certain Regard:
| Títol original                            | Director(s)                | País de producció                    |
| ----------------------------------------- | -------------------------- | ------------------------------------ |
| Return to Seoul                           | Davy Chou                  | França                               |
| Le Bleu du caftan                         | Maryam Touzani             | Marroc                               |
| Kurak Günler                              | Emin Alper                 | Turquia                              |
| Batxennia metelika (CdO) Бачення метелика | Maksym Nakonechnyi         | Croàcia, Txèquia, Suècia, Ucraïna    |
| Corsage                                   | Marie Kreutzer             | Àustria, França, Alemanya, Luxemburg |
| Domingo y la niebla                       | Ariel Escalante Meza       | Costa Rica, Qatar                    |
| Tirailleurs (pel·lícula d'apertura)       | Mathieu Vadepied           | França, Senegal                      |
| Vanskabte Land                            | Hlynur Pálmason            | Dinamarca, Islàndia, França, Suècia  |
| Harka (CdO)                               | Lotfy Nathan               | Tunísia                              |
| Joyland (CdO)                             | Saim Sadiq                 | Pakistan                             |
| Les Pires (CdO)                           | Lise Akoka, Romane Gueret  | França                               |
| Mediterranean Fever                       | Maha Haj                   | Palestina                            |
| Metronom (CdO)                            | Alexandru Belc             | Romania                              |
| Plus que jamais                           | Emily Atef                 | Alemanya, França                     |
| Pla 75 (CdO)                              | Chie Hayakawa              | Japó                                 |
| Rodéo (CdO)                               | Lola Quivoron              | França                               |
| Syk Pike                                  | Kristoffer Borgli          | Noruega                              |
| The Silent Twins                          | Agnieszka Smoczyńska       | Polònia, Regne Unit, Estats Units    |
| The Stranger                              | Thomas M. Wright           | Austràlia                            |
| War Pony (CdO)                            | Riley Keough, Gina Gammell | Estats Units                         |

(CdO) indica pel·lícula elegible a la Caméra d'Or com a pel·lícula de debut com a director.

### Fora de competició
Les següentes pel·lícules foren seleccionades per ser projectades fora de competició:
| Títol original                   | Director(s)                 | País de producció       |
| -------------------------------- | --------------------------- | ----------------------- |
| Elvis                            | Baz Luhrmann                | Austràlia, Estats Units |
| Coupez ! (pel·lícula d'apertura) | Michel Hazanavicius         | França                  |
| L'Innocent                       | Louis Garrel                | França                  |
| Mascarade                        | Nicolas Bedos               | França                  |
| Novembre                         | Cédric Jimenez              | França                  |
| Three Thousand Years of Longing  | George Miller               | Austràlia, Estats Units |
| Top Gun: Maverick                | Joseph Kosinski             | Estats Units            |
| Projeccions de mitjanit          |                             |                         |
| Hunt 헌트                        | Lee Jung-jae                | Corea del Sud           |
| Moonage Daydream                 | Brett Morgen                | Estats Units            |
| Rebel                            | Adil El Arbi, Bilall Fallah | Bèlgica                 |
| Fumer fait tousser               | Quentin Dupieux             | França                  |

### Cannes Premiere
Le següents pel·lícules foren seleccionades per ser projectades a la secció Cannes Premiere:
| Títol original                    | Director(s)       | País de producció       |
| --------------------------------- | ----------------- | ----------------------- |
| As bestas                         | Rodrigo Sorogoyen | Espanya, França         |
| Chronique d'une liaison passagère | Emmanuel Mouret   | França                  |
| Dodo                              | Panos H. Koutras  | Grècia, França, Bèlgica |
| Don Juan                          | Serge Bozon       | França                  |
| Esterno notte                     | Marco Bellocchio  | Itàlia                  |
| Irma Vep (minisèrie)              | Olivier Assayas   | Estats Units            |
| Nos frangins                      | Rachid Bouchareb  | França                  |
| La Nuit du 12                     | Dominik Moll      | França                  |

### Projeccions especials
| Títol original                                                    | Director(s)                                 | País de producció               |
| ----------------------------------------------------------------- | ------------------------------------------- | ------------------------------- |
| All That Breathes                                                 | Shaunak Sen                                 | Índia, Regne Unit, Estats Units |
| Jerry Lee Lewis: Trouble In Mind                                  | Ethan Coen                                  | Estats Units                    |
| Marcel ! (CdO)                                                    | Jasmine Trinca                              | Itàlia                          |
| Mi país imaginario                                                | Patricio Guzmán                             | Xile                            |
| Natūrali naikinimo istorija                                       | Sergei Loznitsa                             | Ucraïna                         |
| Le Petit Nicolas: Qu'est-ce qu'on attend pour être heureux? (CdO) | Amandine Fredon, Benjamin Massoubre         | França                          |
| Restos Do Vento                                                   | Tiago Guedes                                | Portugal                        |
| Riposte féministe (CdO)                                           | Marie Perennès, Simon Depardon              | França                          |
| Salam                                                             | Mélanie Diam's, Houda Benyamina, Anne Cissé | França                          |
| The Vagabonds (CdO)                                               | Doroteya Droumeva                           | Alemanya                        |

(CdO) indica pel·lícula elegible a la Caméra d'Or com a pel·lícula de debut com a director.

### Curtmetratges
D'entre 3.507 inscripcions, les següents pel·lícules van ser seleccionades per competir per la Palma d'Or del curtmetratge.
| Títol original                     | Director(s)         | País de producció |
| ---------------------------------- | ------------------- | ----------------- |
| Tsutsuɛ                            | Amartei Armar       | Ghana, França     |
| A Short Story 破碎太阳之心         | Bi Gan              | R.P. de la Xina   |
| Lori                               | Abinash Bikram Shah | Nepal, Hong Kong  |
| The Water Murmurs 海边升起一座悬崖 | Chen Jianying       | R.P. de la Xina   |
| Uogos                              | Vytautas Katkus     | Lituània          |
| Same Old                           | Lloyd Lee Choi      | Estats Units      |
| Le Feu au lac                      | Pierre Menahem      | França            |
| Persona 각질                       | Moon Sujin          | Corea del Sud     |
| Luz Nocturna                       | Kim Torres          | Costa Rica        |

### Cinéfondation
La secció Cinéfondation se centra en les pel·lícules realitzades per estudiants de les escoles de cinema. Les 16 entrades següents (13 d'acció en directe i 3 d'animació) van ser seleccionades d'entre 1.528 presentacions. Quatre de les pel·lícules seleccionades representen escoles que participen per primera vegada a Cinéfondation.
| Títol original                             | Director(s)       | Escola                                                      |
| ------------------------------------------ | ----------------- | ----------------------------------------------------------- |
| Chlieb náš každodenný                      | Alica Bednáriková | FTF VŠMU, Eslovàquia                                        |
| Mumlife                                    | Ruby Challenger   | AFTRS, Austràlia                                            |
| Tout ceci vous reviendra                   | Lilian Fanara     | La Fémis, França                                            |
| Les Humains sont cons quand ils s'empilent | Laurène Fernandez | CinéFabrique, França                                        |
| Il Barbiere complottista                   | Valerio Ferrara   | Centro Sperimentale di Cinematografia, Itàlia               |
| The Pass                                   | Pepi Ginsberg     | New York University, Estats Units                           |
| Sheherut                                   | Orin Kadoori      | Universitat de Tel-Aviv, Israel                             |
| Nauha                                      | Pratham Khurana   | Whistling Woods International, Índia                        |
| Jutro Nas Tam Nie Ma                       | Olga Kłyszewicz   | Łódź Film School, Polònia                                   |
| 地儿                                       | Li Jiahe          | Hebei University of Science and Technology, R.P. de la Xina |
| Feng Zheng                                 | Li Yingtong       | Emerson College, Estats Units                               |
| Mistida                                    | Falcão Nhaga      | ESTC, Portugal                                              |
| Glorious Revolution                        | Masha Novikova    | London Film School, Regne Unit                              |
| 100% Flået Kærlighed                       | Malthe Saxer      | Den Danske Filmskole, Dinamarca                             |
| Hajszálrepedés                             | Bianka Szelestey  | Eötvös Loránd University, Hongria                           |
| Spring Roll Dream                          | Mai Vu            | NFTS, Regne Unit                                            |

### Cannes Classics
Les següents pel·lícules es van seleccionar per ser projectades a Cannes Classics:

#### Restauracions
| Títol original                        | Director(s)               | País de producció        |
| ------------------------------------- | ------------------------- | ------------------------ |
| Deus e o Diabo na Terra do Sol (1964) | Glauber Rocha             | Brasil                   |
| Les margarides (1966)                 | Věra Chytilová            | Txecoslovàquia           |
| Si j'étais un espion (1967)           | Bertrand Blier            | França                   |
| Itim (1976)                           | Mike De Leon              | Filipines                |
| The Last Waltz (1978)                 | Martin Scorsese           | Estats Units             |
| La Maman et la putain (1972)          | Jean Eustache             | França                   |
| Pratidwandi (1970)                    | Satyajit Ray              | Índia                    |
| Poil de Carotte (1932)                | Julien Duvivier           | França                   |
| Sciuscià (1946)                       | Vittorio De Sica          | Itàlia                   |
| Cantant sota la pluja (1952)          | Gene Kelly, Stanley Donen | Estats Units             |
| Thampu (1978)                         | G. Aravindan              | Índia                    |
| Le procès (1962)                      | Orson Welles              | França, Alemanya, Itàlia |
| Viva la muerte (1971) (CdO)           | Fernando Arrabal          | França, Tunísia          |

(CdO) indica pel·lícula elegible a la Caméra d'Or com a pel·lícula de debut com a director.

#### Documentals
| Títol original                                       | Director(s) | País de producció         |
| ---------------------------------------------------- | --- | ------------------------- |
| Gérard Philipe, le dernier hiver du Cid              | Patrick Jeudy | França                    |
| Hommage d'une fille à son père (CdO)                 | Fatou Cissé | Mali                      |
| Jane Campion, la femme cinéma                        | Julie Bertuccelli | França                    |
| The Last Movie Stars, episodes 3 & 4                 | Ethan Hawke | Estats Units              |
| Official Film of the Olympic Games Tokyo 2020 Side A | Naomi Kawase | Japó                      |
| L'Ombre de Goya par Jean-Claude Carrière             | José Luis Lopez-Linares                                                                                                  | França, Espanya, Portugal |
| Patrick Dewaere, mon héros                           | Alexandre Moix | França                    |
| Romy femme libre                                     | Lucie Cariès, Clémentine Déroudille                                                                                      | França                    |
| Tres en la deriva del acto creativo                  | Fernando Solanas | Argentina                 |
| Visions of Eight                                     | Miloš Forman, Yuri Ozerov, Claude Lelouch, Mai Zetterling, Michael Pfleghar, Kon Ichikawa, Arthur Penn, John Schlesinger | Estats Units, Alemanya    |

(CdO) indica pel·lícula elegible a la Caméra d'Or com a pel·lícula de debut com a director.

### Cinéma de la plage
Les següents pel·lícules han estat seleccionades per ser projectades fora de competició, a la secció "Cinéma de la plage" section.
| Títol original       | Director(s)                | País de producció |
| -------------------- | -------------------------- | ----------------- |
| El Padrí             | Francis Ford Coppola       | Estats Units      |
| E.T.                 | Steven Spielberg           | Estats Units      |
| The Truman Show      | Peter Weir                 | Estats Units      |
| La Cour des Miracles | Carine May i Hakim Zouhani | França            |
| This Is Spinal Tap   | Rob Reiner                 | Estats Units      |
| El pacte dels llops  | Christophe Gans            | França            |
| Est-Ouest            | Régis Wargnier             | França            |
| Un singe en hiver    | Henri Verneuil             | França            |
| Strictly Ballroom    | Baz Luhrmann               | Austràlia         |
| Fanfan la tulipe     | Christian-Jaque            | França            |
| L'última projecció   | Peter Bogdanovich          | Estats Units      |

## Seccions paral·leles

### Setmana Internacional de la Crítica
Les següents pel·lícules van ser seleccionades per ser projectades a la Setmana Internacional de la Crítica.

#### En competició
| Títol original    | Director(s)           | País de producció                             |
| ----------------- | --------------------- | --------------------------------------------- |
| Aftersun          | Charlotte Wells       | Regne Unit, Estats Units                      |
| Alma viva         | Cristèle Alves Meira  | França, Portugal                              |
| Imagine (CdO)تصور | Ali Behrad            | Iran                                          |
| La jauría         | Andrés Ramírez Pulido | Colòmbia, França                              |
| Dalva             | Emmanuelle Nicot      | Bèlgica, França                               |
| Nos cérémonies    | Simon Rieth           | França                                        |
| Metsurin tarina   | Mikko Myllylahti      | Finlàndia, Dinamarca, Països Baixos, Alemanya |

(CdO) indica pel·lícula elegible a la Caméra d'Or com a pel·lícula de debut com a director.

#### Projeccions especials
| Títol original                                                 | Director(s)      | País de producció |
| -------------------------------------------------------------- | ---------------- | ----------------- |
| Tout le monde aime Jeanne                                      | Céline Devaux    | França            |
| Next Sohee (pel·lícula de clausura) 다음 소희                  | July Jung        | Corea del Sud     |
| Goutte d'or                                                    | Clément Cogitore | França            |
| When You Finish Saving the World (pel·lícula d'apertura) (CdO) | Jesse Eisenberg  | Estats Units      |

(CdO) indica pel·lícula elegible a la Caméra d'Or com a pel·lícula de debut com a director.

### Quinzena dels Realitzadors
S'han seleccionat les següents pel·lícules per ser projectades a la secció Quinzena dels directors:

#### Llargmetratges
| Títol original                    | Director(s)                            | País de producció                         |
| --------------------------------- | -------------------------------------- | ----------------------------------------- |
| 1976                              | Manuela Martelli                       | Xile, Itàlia                              |
| Ashkal                            | Youssef Chebbi                         | Tunísia                                   |
| The Dam السد                      | Ali Cherri                             | França, Alemanya, Sèrbia, Sudan           |
| La Dérive des continents (au sud) | Lionel Baier                           | Suïssa                                    |
| Enys Men                          | Mark Jenkin                            | Regne Unit                                |
| De Humani Corporis Fabrica        | Lucien Castaing-Taylor, Véréna Paravel | França, Suïssa                            |
| Falcon Lake (CdO)                 | Charlotte Le Bon                       | Canadà, França                            |
| Les Cinq Diables                  | Léa Mysius                             | França                                    |
| Funny Pages                       | Owen Kline                             | Estats Units                              |
| God's Creatures                   | Saela Davis, Anna Rose Holmer          | Irlanda, Regne Unit                       |
| Le Parfum vert                    | Nicolas Pariser                        | França                                    |
| Les Harkis                        | Philippe Faucon                        | França                                    |
| Un varón                          | Fabian Hernández                       | Colòmbia, França, Alemanya, Països Baixos |
| La Montagne                       | Thomas Salvador                        | França                                    |
| Un beau matin                     | Mia Hansen-Løve                        | França                                    |
| Pamfir                            | Dmytro Sukholytkyy-Sobchuk             | França, Ucraïna, Luxemburg                |
| Revoir Paris                      | Alice Winocour                         | França                                    |
| Scarlet                           | Pietro Marcello                        | França, Alemanya, Itàlia, Rússia          |
| Les Années Super 8                | Annie Ernaux, David Ernaux-Briot       | França                                    |
| Under the Fig Trees               | Erige Sehiri                           | Tunísia, França, Suïssa                   |
| El agua                           | Elena López Riera                      | França, Espanya, Suïssa                   |
| Fogo-Fátuo                        | João Pedro Rodrigues                   | Portugal                                  |

(CdO) indica pel·lícula elegible a la Caméra d'Or com a pel·lícula de debut com a director.

#### Projeccions especials
| Títol original | Director(s)  | País de producció        |
| -------------- | ------------ | ------------------------ |
| Men            | Alex Garland | Regne Unit, Estats Units |

## Premis

### En Competició
Es van lliurar els següents premis per a pel·lícules mostrades en competició::
- Palma d'Or: Triangle of Sadness de Ruben Östlund
- Grand Prix: : 
  - Close de Lukas Dhont
  - Stars at Noon de Claire Denis
- Millor director: Park Chan-wook per Heojil kyolshim
- Millor actriu: Zar Amir Ebrahimi per Holy Spider
- Millor actor: Song Kang-ho per Broker
- Millor guió: Tarik Saleh per Boy from Heaven
- Premi del Jurat: 
  - IO de Jerzy Skolimowski
  - Le otto montagne de Felix van Groeningen i Charlotte Vandermeersch
- Premi 75è Aniversari: Tori et Lokita de Jean-Pierre i Luc Dardenne

### Un Certain Regard
- Premi Un Certain Regard: Les Pires de Lise Akoka & Romane Gueret
- Premi del Jurat Un Certain Regard: Joyland de Saim Sadiq
- Un Certain Regard al millor director: Alexandru Belc per Metronom
- Premi Un Certain Regard a la millor actuació (conjuntament): 
  - Vicky Krieps a Corsage
  - Adam Bessa a Harka
- Premi Un Certain Regard al millor guió: Mediterranean Fever de Maha Haj
- Premi Un Certain Regard « Coup de cœur »: Rodeo de Lola Quivoron

### Cinéfondation
- Primer premi: A Conspiracy Man de Valerio Ferrara
- Segon premi: Somewhere de Li Jiahe
- Tercer premi (conjuntament): 
  - Glorious Revolution de Masha Novikova
  - Humans Are Dumber When Crammed up Together de Laurène Fernandez

### Palma d'Or honorífica
- Palma d'Or Honorífica: 
  - Forest Whitaker[20]
  - Tom Cruise[21]

### Caméra d'Or
- Caméra d'Or: War Pony de Riley Keough i Gina Gammell

### Premis Independents

#### Premis FIPRESCI
- En competició: Barâdarâne Leylâ de Saeed Roustaee[22]
- Un Certain Regard: Le Bleu du caftan de Maryam Touzani
- Secció paral·lela (primeres obres): Love According to Dalva d'Emmanuelle Nicot (Setmana Internacional de la Crítica)

#### Premi Ecumènic
- Premi del Jurat Ecumènic: Broker by Hirokazu Kore-eda[23]

#### Setmana Internacional de la Crítica
- Gran premi: La jauría d'Andrés Ramírez Pulido[24]
- Premi del Jurat French Touch: Aftersun de Charlotte Wells
- Premi de la Fundació Louis Roederer a l’Estrella Emergent: Zelda Samson per Love According To Dalva
- Premi Leitz Cine Discovery al curtmetratge: Ice Merchants de João Gonzalez
- Premi Fundació Gan per la Distribució: The Woodcutter Story de Mikko Myllylahti
- Premi SACD Prize: Andrés Ramírez Pulido per La jauría
- Premi Canal+ al curtmetratge: On Xerxes' Throne d’Evi Kalogiropoulou

#### Quinzena dels Directors
- Premi Europa Cinemas Label a la millor pel·lícula europea: Un beau matin de Mia Hansen-Løve[25]
- Premi SACD a la millor pel·lícula en llengua francesa: The Mountain de Thomas Salvador
- Carrosse d'Or: Kelly Reichardt[26]

#### L'Œil d'or
- L'Œil d'or:[27] All That Breathes de Shaunak Sen
- Premi Especial del Jurat: Mariupolis 2 de Mantas Kvedaravicius

#### Queer Palm
- Premi Queer Palm: Joyland de Saim Sadiq[28]
- Queer Palm al curtmetratge: Will You Look At Me by Shuli Huang

#### Prix François Chalais
- François Chalais Prize: Boy from Heaven de Tarik Saleh[29]

#### Prix de la Citoyenneté
- Prix de la Citoyenneté: Barâdarâne Leylâ de Saeed Roustaee[30]

#### Cannes Soundtrack Award
- Cannes Soundtrack Award: Paweł Mykietyn per IO

#### Prix des Cinémas Art et Essai
- Premi AFCAE Art House Cinema: Triangle of Sadness de Ruben Östlund[31]
- Special Mention: Io by Jerzy Skolimowski

#### Palm Dog
- Premi Palm Dog: Brit a War Pony[32][33]
- Gran Premid el Jurat: 
  - Marcel a Marcel!
  - Canine cast a Vanskabte Land
- Palm DogManitarian Award: Patron (Ukrainian Jack Russell terrier mine sniffer)
- Palm Hound Dog: Titane

#### Trophée Chopard
- Trophée Chopard: Sheila Atim i Jack Lowden[34]